# Das Geheimnis auf Schloß Elmshöh
Das Geheimnis auf Schloss Elmshöh ist ein deutscher Detektivfilm aus dem Jahre 1925 der Filmreihe Stuart Webbs. Die Titelrolle spielt Ernst Reicher.

## Handlung
Auf Schloss Elmshöh wurde eingebrochen. Daraufhin wird der Meisterdetektiv Stuart Webbs gerufen, um das Verbrechen aufzuklären. Rasch kann der Gentlemanschnüffler den Fall lösen, kommt dabei aber einem sehr viel bedeutenderen Vergehen gleichfalls auf die Spur. Er findet heraus, dass die heutige Schlossherrin, eine Gräfin, einst aus Liebe zu ihrem Sohn Axel das Testament des früheren Schlossherrn unterschlagen hatte. Um das Erbe nur für ihren Sohn zu sichern, versucht die Gräfin, dessen Eheschließung mit der wahren Erbin, der Tochter des einstigen Besitzers, zu verhindern. Webbs kann diesen Plan vereiteln, und es kommt zur Hochzeit der beiden jungen Leute.

## Produktionsnotizen
Das Geheimnis auf Schloss Elmshöh passierte die Filmzensur am 1. April 1925 und wurde wohl wenig später uraufgeführt. Der sechsaktige Film besaß 2045 Meter Länge und wurde mit Jugendverbot belegt. In Österreich kam der Film unter dem Titel Der Fluch der bösen Tat zur Aufführung.
Für den späteren Tonfilmstar Adolf Wohlbrück war dies eine seiner ersten Filmrollen. Max Heilbronner schuf die Filmbauten.

## Kritik
In Paimann’s Filmlisten war zu lesen: „Das Sujet ist spannend und interessant, wenn auch stellenweise etwas kompliziert. Die Darstellung ist befriedigend, die Photographie einfach, für besondere Aufmachung keine Gelegenheit. Hübsche Bergbilder seien erwähnt.“